# Mukai Pintu
Mukai Pintu is een bestuurslaag in het regentschap Kerinci van de provincie Jambi, Indonesië. Mukai Pintu telt 536 inwoners (volkstelling 2010).